# Nine Lives (Steve Winwood)
Nine Lives is het negende muziekalbum van Steve Winwood en bevat negen nummers. Het was voor het eerst sinds 2003, dat Winwood met een nieuw album kwam. De muziek geeft de stem van Winwood alle ruimte; het hammondorgel blijft wat op de achtergrond. Van het album is de single Dirty City getrokken, waarop gitarist Eric Clapton meespeelt.

## Composities en musici
1. I’m not drowning (Winwood / Peter Godwin)
 Winwood – alle instrumenten
2. Fly (Winwood / Godwin / Neto)
 Winwood – zang, hammondorgel
José Pires de Almeida Neto – gitaar
Richard Bailey – slagwerk
Paul Booth – saxofoon, dwarsfluit
Karl Vanden Bossche – percussie
3. Raging sea (Winwood /Godwin / Neto)
Winwood / Neto / Bossche
4. Dirty city (Winwood / Godwin)
Winwood / Bailey / Bossche / Eric Clapton – gitaar
5. We’re all looking (Winwood / Godwin)
Winwood / Bailey / Bossche
6. Hungry man (-Winwood / Godwin / Neto)
Winwood / Neto / Tim Cansfield (g) / Bailey / Bossche / Booth
7. Secrets (Winwood / Godwin / Neto)
Winwood / Neto / Bailey / Booth / Bossche
8. At times we forget (Winwood / Godwin / Neto)
Winwood / Neto / Bailey /Booth/ Bossche
9. Other shore (Winwood / Godwin / Neto)
Winwood / Neto / Bailey/ Booth / Bossche